# Horia Demian
Horia Demian (n. 9 aprilie 1942, Cluj, Regatul Ungariei – d. 8 aprilie 1989) a fost un jucător de baschet român, care a jucat pentru Universitatea Cluj.
A evoluat pentru formația clujeană între anii 1960-1970. Între anii 1951-1965, formația de sub dealul Feleacului s-a numit Știința Cluj, în prezent formația clujeană având denumirea de U-BT Cluj-Napoca. În aceea perioadă Universitatea Cluj a terminat o dată pe locul secund și de 4 ori pe poziția a treia a diviziei naționale de baschet. Pe parcursul carierei sale, Horia Demian a strâns 165 de selecții în echipa națională de baschet a României și a fost numit Maestru al Sportului în 1964. A luat parte la patru turnee europene, incluzând și europeanul din Finlanda unde România a ocupat locul 5, cea mai bună clasare din istorie.
După ce a abandonat în 1974 cariera de jucător, Horia Demian a continuat să antreneze. A obținut o diplomă în farmacie în cadrul Universității de Medicină și Farmacie „Iuliu Hațieganu” din Cluj-Napoca. De-a lungul carierei sportive acesta a avut oferte să joace și în Liga Profesionistă de Baschet Americană, însă acesta a rămas loial clubului clujean. În 2005 cititorii ziarului „Clujeanul” l-au votat cel mai bun baschetbalist clujean al tuturor timpurilor. Principala sală de sport din Cluj Napoca poartă și în ziua de astăzi numele de Horia Demian.